# Johann Frahm
Johann Frahm (ur. 28 kwietnia 1901, zm. 11 października 1946 w Hameln) – zbrodniarz hitlerowski, członek załogi obozu koncentracyjnego Neuengamme i SS-Rottenführer.
W czasie II wojny światowej Frahm był zastępcą Ewalda Jaucha, komendanta Bullen-Huser Damm, utworzonego w 1943 podobozu Neuengamme. Był odpowiedzialny za liczne zbrodnie popełnione na więźniach obozu, lecz najsłynniejszą z nich było zamordowanie w kwietniu 1945 22 dzieci w wieku od 5 do 12 lat, na których eksperymenty związane z gruźlicą przeprowadzał zbrodniczy lekarz SS Kurt Heissmeyer. Frahm osobiście powiesił wszystkie z tych dzieci w piwnicznym lochu w Bullen-Huser Damm.
Po zakończeniu wojny Johann Frahm stanął, wraz ze swoim bezpośrednim przełożonym Ewaldem Jauchem, przed brytyjskim Trybunałem Wojskowym w Hamburgu w trzecim procesie załogi Neuengamme. Obu zbrodniarzy skazano na karę śmierci. Wyrok wykonano przez powieszenie w październiku 1946.